# Elisa Frisoni
Elisa Frisoni, née le 8 août 1985 à Isola della Scala dans la province de Vérone en Vénétie, est une coureuse cycliste sur piste italienne.

## Biographie
Spécialiste du keirin, Elisa Frisoni a été deux fois vice-championne du monde, en 2004 et 2005.

## Palmarès

### Championnats du monde
- Melbourne 2004
  -  Médaillée d'argent du keirin
- Los Angeles 2005
  -  Médaillée d'argent du keirin
- Pruszkow 2009
  - 4e du keirin
  - 4e de l'omnium
  - 10e du 500 m

### Coupe du monde
- 2004-2005 
  - Classement général du 500 mètres
  - 2e du 500 mètres à Los Angeles
  - 2e du 500 mètres à Sydney
  - 3e du 500 mètres à Moscou
  - 3e du 500 mètres à Manchester
  - 3e de la vitesse à Los Angeles
- 2005-2006
  - Classement général du keirin
  - 2e du keirin à Manchester
  - 3e du keirin à Los Angeles
  - 3e du keirin à Sydney
  - 2e du 500 mètres à Syney
  - 3e de la vitesse à Sydney
- 2008-2009 
  - 2e du keirin à Melbourne
  - 2e du keirin à Copenhague

### Championnats du monde juniors
- 2002
  -  Championne du monde du 500 mètres juniors
  -  Championne du monde de keirin juniors
  -  Championne du monde de vitesse juniors

### Championnats d'Europe
- 2002
  -  Championne d'Europe du 500 mètres juniors
  -  Championne d'Europe de vitesse juniors
- 2004
  -  Médaillée d'argent du 500 mètres espoirs
  -  Médaillée de bronze de la vitesse espoirs
- 2005
  -  Championne d'Europe du 500 mètres espoirs
  -  Médaillée de bronze de la vitesse espoirs

### Championnats nationaux
| - 2004 - Championne d'Italie du 500 mètres - 2005 - Championne d'Italie du 500 mètres - Championne d'Italie du keirin - Championne d'Italie de vitesse - 2006 - Championne d'Italie du 500 mètres - Championne d'Italie du keirin - Championne d'Italie de vitesse - 2007 - Championne d'Italie du 500 mètres - Championne d'Italie de vitesse - Championne d'Italie de vitesse par équipes (avec Lisa Gatto) - 2e du keirin - 2008 - Championne d'Italie du 500 mètres - Championne d'Italie du keirin - Championne d'Italie de vitesse - Championne d'Italie de vitesse par équipes (avec Lisa Gatto) | - 2009 - Championne d'Italie du 500 mètres - Championne d'Italie du keirin - Championne d'Italie de vitesse - Championne d'Italie de vitesse par équipes (avec Monia Baccaille) - Championne d'Italie du scratch - 2010 - Championne d'Italie du 500 mètres - Championne d'Italie du keirin - Championne d'Italie de vitesse - Championne d'Italie de vitesse par équipes (avec Marta Tagliaferro) - 3e du scratch - 2011 - Championne d'Italie du 500 mètres - Championne d'Italie du keirin - Championne d'Italie de vitesse - Championne d'Italie de vitesse par équipes (avec Manuela Grillo) - 2012 - Championne d'Italie du 500 mètres - Championne d'Italie de vitesse - 3e du keirin |